# Elisa Balsamo
Elisa Balsamo (Cuneo, 27 febbraio 1998) è una ciclista su strada e pistard italiana, affiliata al Gruppo Sportivo Fiamme Oro, che corre per il team Lidl-Trek.
Velocista, su strada nel 2016 a Doha si è laureata campionessa del mondo in linea nella categoria Juniores. Attiva tra le Elite dal 2017, nel 2020 ha vinto il titolo europeo in linea Under-23 e nel 2021 si è laureata campionessa del mondo Elite nei mondiali disputati nelle Fiandre. Attiva anche su pista, vanta in palmarès da Elite un argento e tre bronzi ai mondiali, oltre a quattro titoli europei e all'oro nell'inseguimento a squadre ai Giochi europei 2019.

## Carriera
Nata a Cuneo, fin dalla categoria Juniores dimostra una notevole poliedricità che le permette di vincere sia su strada che in pista. Proprio su pista nel 2015 vince il titolo mondiale dello scratch, mentre nel 2016 fa suoi i titoli iridati dell'omnium e dell'inseguimento a squadre Juniores, oltre al titolo europeo Elite nell'inseguimento a squadre in quartetto con Simona Frapporti, Tatiana Guderzo e Silvia Valsecchi.
Protagonista anche su strada, sempre nel 2016, dopo il secondo posto alla Gand-Wevelgem di categoria, vince il campionato italiano su strada a Darfo Boario Terme e arriva seconda nella gara in linea Juniores dei campionati europei di Plumelec, preceduta da Liane Lippert. Il 14 ottobre 2016 conquista quindi il titolo mondiale in linea Juniores a Doha, imponendosi in una volata di una cinquantina di atlete, grazie al notevole spunto di velocità, al termine di una gara di 74,5km.
Forte del titolo mondiale appena ottenuto, debutta tra le Elite nella stagione 2017 con la Valcar-PBM, formazione di Bottanuco con cui aveva gareggiato nel biennio da Juniores e che fa anch'essa il suo esordio tra le squadre UCI femminili. Nel 2018 ottiene le prime vittorie su strada nella categoria, aggiudicandosi l'Omloop van Borsele in aprile e il Gran Premio Bruno Beghelli in ottobre; si classifica inoltre terza in volata alla RideLondon Classique, gara in linea del calendario World Tour, battuta dalle esperte Kirsten Wild e Marianne Vos. Su pista è invece campionessa europea Under-23 di inseguimento a squadre, e argento Elite di specialità.
Nel 2019 è seconda all'Omloop van Borsele; tra maggio e giugno si aggiudica quindi il Trofee Maarten Wynants, una tappa al Tour of California (gara World Tour) e la Dwars door de Westhoek, piazzandosi inoltre seconda ai tricolori in linea Elite e nella RideLondon Classique. Conclude l'annata con una quarta vittoria, al Giro delle Marche in Rosa. Su pista vince invece due titoli europei Under-23, in inseguimento a squadre e americana, oltre che, sempre nell'inseguimento a squadre, il titolo ai Giochi europei di Minsk e il bronzo europeo Elite di specialità. Nel 2020, in una stagione caratterizzata dalla lunga interruzione alle corse a causa della pandemia di COVID-19, si laurea campionessa europea Under-23 in linea a Plouay e vince una tappa alla Madrid Challenge by La Vuelta; per quanto riguarda l'attività su pista, è bronzo mondiale di americana con Letizia Paternoster e campionessa europea Elite di omnium e americana (ancora con Paternoster).
Il 25 settembre 2021, dopo una stagione che l'aveva vista ottenere solo una vittoria, conquista la prova in linea Elite dei campionati del mondo disputati nelle Fiandre, superando in volata la pluricampionessa Marianne Vos. Conclude la stagione con un successo di tappa, il primo con l'iride, al Women's Tour in Regno Unito.
In maglia iridata, nella primavera 2022 vince in sequenza Trofeo Alfredo Binda, Classic Brugge-De Panne e Gand-Wevelgem, tutte prove valide per il calendario World Tour. Il 26 giugno 2022 diventa campionessa italiana, aggiudicandosi la prova in linea tricolore. Al successivo Giro d'Italia, partito pochi giorni dopo la rassegna nazionale, vince la seconda tappa. Conquista anche la quarta tappa. Si riprende la maglia ciclamino nella settima tappa. Partecipa ai campionati europei di Monaco, dove chiude al secondo posto la prova in linea, beffata dall'olandese Lorena Wiebes.

## Palmarès

### Strada
- 2016 (Juniores, Valcar-PBM)[2]

Memorial Diego e Stefano Trovò, Juniores
Giro della Campania in Rosa Open
Trofeo Mendelspeck
Trofeo Macelleria Dall'Osto
Trofeo Oro in Euro, Juniores
Campionati italiani, Prova in linea Juniores
Giro della Provincia di Pordenone Open
Campionati del mondo, Prova in linea Juniores
- 2018 (Valcar-PBM, due vittorie)

Omloop van Borsele
Gran Premio Bruno Beghelli Internazionale
- 2019 (Valcar Cylance Cycling, quattro vittorie)

Trofee Maarten Wynants
1ª tappa Tour of California (Santa Clarita > Pasadena)
Dwars door de Westhoek
2ª tappa Giro delle Marche in Rosa (Villa Musone > Villa Musone)
- 2020 (Valcar-Travel & Service, due vittorie)

Campionati europei, prova in linea Under-23 (con la Nazionale italiana)
3ª tappa Madrid Challenge by La Vuelta (Madrid > Madrid)
- 2021 (Valcar-Travel & Service, tre vittorie)

Gooikse Pijl Oetingen
Campionati del mondo, prova in linea Elite (con la Nazionale italiana)
6ª tappa The Women's Tour (Haverhill > Felixstowe)
- 2022 (Trek-Segafredo, nove vittorie)

1ª tappa Setmana Valenciana-Volta Comunitat Valenciana (Tavernes de la Valldigna > Gandia)
Trofeo Alfredo Binda - Comune di Cittiglio
Classic Brugge-De Panne
Gand-Wevelgem
3ª tappa Giro di Svizzera (Vaduz > Coira)
Campionati italiani, prova in linea Elite
2ª tappa Giro d'Italia (Villasimius > Tortolì)
5ª tappa Giro d'Italia (Carpi > Reggio Emilia)
5ª tappa Ceratizit Challenge by La Vuelta (Madrid > Madrid)
- 2023 (Trek-Segafredo, tre vittorie)

1ª tappa Setmana Valenciana-Volta Comunitat Valenciana (Valencia > Sagunto)
2ª tappa Setmana Valenciana-Volta Comunitat Valenciana (Burriana > Vila-real)
1ª tappa Holland Ladies Tour (Gennep > Gennep)
- 2024 (Lidl-Trek, cinque vittorie)

1ª tappa Setmana Valenciana-Volta Comunitat Valenciana (Tavernes de la Valldigna > Gandia)
4ª tappa Setmana Valenciana-Volta Comunitat Valenciana (Sagunto > Valencia)
Trofeo Alfredo Binda - Comune di Cittiglio
Classic Brugge-De Panne
1ª tappa Giro di Romandia (La Grande Béroche > Losanna)

#### Altri successi
- 2022 (Trek-Segafredo)

1ª tappa Ceratizit Challenge by La Vuelta (Marina de Cudeyo, cronosquadre)
- 2024 (Lidl-Trek)

Classifica a punti Giro di Romandia

### Pista
- 2015

Campionati europei, Inseguimento a squadre Juniores (con Rachele Barbieri, Sofia Bertizzolo e Marta Cavalli)
Campionati del mondo, Scratch Juniores
- 2016

Campionati del mondo, Omnium Juniores
Campionati del mondo, Inseguimento a squadre Juniores (con Chiara Consonni, Martina Stefani e Letizia Paternoster)
Trois jours d'Aigle, Inseguimento individuale
Campionati europei, Inseguimento a squadre Juniores (con Chiara Consonni, Martina Stefani e Letizia Paternoster)
Campionati europei, Omnium Juniores
Campionati europei, Inseguimento a squadre (con Simona Frapporti, Tatiana Guderzo e Silvia Valsecchi)
- 2017

Campionati europei Jr & U23, Inseguimento a squadre Under-23 (con Martina Alzini, Marta Cavalli e Francesca Pattaro)
Campionati europei Jr & U23, Omnium Under-23
Campionati europei, Inseguimento a squadre (con Tatiana Guderzo, Letizia Paternoster e Silvia Valsecchi)
1ª prova Coppa del mondo 2017-2018, Inseguimento a squadre (Pruszków, con Tatiana Guderzo, Francesca Pattaro e Silvia Valsecchi)
- 2018

1ª prova 4-Bahnen-Tournee, Americana (Singen, con Letizia Paternoster)
2ª prova 4-Bahnen-Tournee, Americana (Öschelbronn, con Letizia Paternoster)
Grand Prix of Moscow, Americana (con Letizia Paternoster)
Grand Prix of Moscow, Omnium
Campionati europei Jr & U23, Inseguimento a squadre Under-23 (con Martina Alzini, Marta Cavalli, Letizia Paternoster e Vittoria Guazzini)
Campionati italiani, Americana (con Maria Giulia Confalonieri)
- 2019

6ª prova Coppa del mondo 2018-2019, Inseguimento a squadre (Hong Kong, con Martina Alzini, Marta Cavalli e Letizia Paternoster)
Sei giorni delle Rose, Scratch
Giochi europei, Inseguimento a squadre (con Martina Alzini, Marta Cavalli e Letizia Paternoster)
Campionati europei Jr & U23, Inseguimento a squadre Under-23 (con Marta Cavalli, Vittoria Guazzini e Letizia Paternoster)
Campionati europei Jr & U23, Americana (con Letizia Paternoster)
Tre sere di Pordenone, Corsa a punti
- 2020

Sei giorni delle Rose, Americana (con Maria Giulia Confalonieri)
Sei giorni delle Rose, Omnium
Tre sere di Pordenone, Americana (con Vittoria Guazzini)
Tre sere di Pordenone, Corsa a eliminazione
Campionati europei, Americana (con Vittoria Guazzini)
Campionati europei, Omnium
- 2021

Sei giorni delle Rose, Omnium
Campionati italiani, Omnium
- 2022

2ª prova Coppa delle Nazioni, Inseguimento a squadre (Milton, con Chiara Consonni, Martina Fidanza, Barbara Guarischi e Silvia Zanardi)
2ª prova Coppa delle Nazioni, Americana (Milton, con Chiara Consonni)
2ª prova Coppa delle Nazioni, Omnium (Milton)
Campionati mondiali, Inseguimento a squadre (con Martina Alzini, Chiara Consonni, Martina Fidanza e Vittoria Guazzini)
- 2024

Campionati europei, Inseguimento a squadre (con Martina Fidanza, Vittoria Guazzini e Letizia Paternoster)

## Piazzamenti

### Grandi Giri
- Giro d'Italia

2022: 49ª
2024: ritirata (5ª tappa)
- Tour de France

2022: 37ª
2023: non partita (7ª tappa)
2024: 61ª

### Competizioni mondiali
- Campionati del mondo su strada

Richmond 2015 - In linea Juniores: 6ª
Doha 2016 - In linea Juniores: vincitrice
Bergen 2017 - In linea Elite: ritirata
Innsbruck 2018 - Cronosquadre: 8ª
Yorkshire 2019 - In linea Elite: 47ª
Fiandre 2021 - In linea Elite: vincitrice
Wollongong 2022 - In linea Elite: 49ª
Glasgow 2023 - In linea Elite: 29ª
Zurigo 2024 - In linea Elite: ritirata
- Campionati del mondo su pista

Astana 2015 - Scratch Juniores: vincitrice
Aigle 2016 - Omnium Juniores: vincitrice
Aigle 2016 - Inseg. a sq. Juniores: vincitrice
Hong Kong 2017 - Inseguimento a squadre: 4ª
Hong Kong 2017 - Omnium: 7ª
Apeldoorn 2018 - Inseguimento a squadre: 3ª
Apeldoorn 2018 - Omnium: 4ª
Pruszków 2019 - Inseguimento a squadre: 5ª
Berlino 2020 - Inseguimento a squadre: 7ª
Berlino 2020 - Americana: 3ª
Roubaix 2021 - Inseguimento a squadre: 2ª
Roubaix 2021 - Omnium: 3ª
Saint-Quentin-en-Yvelines 2022 - Inseguimento a squadre: vincitrice
Saint-Quentin-en-Yvelines 2022 - Omnium: 10ª
Glasgow 2023 - Inseguimento a squadre: 4ª
- Giochi olimpici

Tokyo 2020 - Inseguimento a squadre: 6ª
Tokyo 2020 - Americana: 8ª
Tokyo 2020 - Omnium: 14ª
Parigi 2024 - In linea: 54ª
Parigi 2024 - Inseguimento a squadre: 4ª

### Competizioni europee
- Campionati europei su strada

Tartu 2015 - In linea Juniores: ritirata
Plumelec 2016 - In linea Juniores: 2ª
Herning 2017 - In linea Under-23: 64ª
Brno 2018 - Cronometro Under-23: 5ª
Brno 2018 - In linea Under-23: 28ª
Alkmaar 2019 - In linea Under-23: 10ª
Plouay 2020 - In linea Under-23: vincitrice
Trento 2021 - In linea Elite: 10ª
Monaco 2022 - In linea Elite: 2ª
Drenthe 2023 - In linea Elite: 60ª
Limburgo 2024 - In linea Elite: 2ª
- Campionati europei su pista

Atene 2015 - Inseg. a squadre Jun.: vincitrice
Montichiari 2016 - Inseg. a squadre Jun.: vincitrice
Montichiari 2016 - Omnium Juniores: vincitrice
St. Quentin-en-Yv. 2016 - Ins. a squadre: vincitrice
St. Quentin-en-Yv. 2016 - Omnium: 4ª
Sangalhos 2017 - Inseg. a squadre U-23: vincitrice
Sangalhos 2017 - Corsa a punti Under-23: 4ª
Sangalhos 2017 - Americana Under-23: 3ª
Sangalhos 2017 - Omnium Under-23: vincitrice
Berlino 2017 - Inseg. a squadre: vincitrice
Berlino 2017 - Omnium: 3ª
Glasgow 2018 - Inseguimento a squadre: 2ª
Glasgow 2018 - Corsa a eliminazione: 5ª
Aigle 2018 - Inseg. a squadre Under-23: vincitrice
Aigle 2018 - Americana Under-23: 3ª
Gand 2019 - Inseg. a squadre Under-23: vincitrice
Gand 2019 - Americana Under-23: vincitrice
Apeldoorn 2019 - Inseg. a squadre: 3ª
Plovdiv 2020 - Inseg. a squadre: 2ª
Plovdiv 2020 - Omnium: vincitrice
Plovdiv 2020 - Americana: vincitrice
Grenchen 2023 - Inseg. a squadre: 2ª
Grenchen 2023 - Americana: 3ª
Apeldoorn 2024 - Inseg. a squadre: vincitrice
Apeldoorn 2024 - Americana: 3ª
- Giochi europei

Minsk 2019 - Inseguimento a squadre: vincitrice
Minsk 2019 - Omnium: 3ª
Minsk 2019 - Americana: 4ª
Minsk 2019 - In linea: 5ª